# نبیه الجردی
نبیه الجردی (عربی: نبيه الجردي؛ زادهٔ ۹ مهٔ ۱۹۶۷) بازیکن فوتبال اهل لبنان بود.
وی همچنین در تیم ملی فوتبال لبنان بازی کرده‌است.